# Катись!
«Катись!» (англ. Whip It) — американский фильм по новелле Шоны Кросс. Мировая премьера состоялась 13 сентября 2009 года, премьера в России — 18 февраля 2010 года. Релиз на DVD — 11 марта 2010 года.

## Сюжет
Действие фильма происходит в городе Бодин, вблизи Остина, штат Техас.
Главная героиня фильма — Блисс Кэвендер, старшеклассница, тихоня, любительница рок-музыки, подрабатывающая в закусочной вместе со своей подругой Пэш и мечтающая о самостоятельности и независимости.
Её мать, Брук Кэвендер, работает почтальоном, но мечтает увидеть свою дочь Королевой Красоты, и поэтому постоянно таскает её на всевозможные конкурсы.
Отец, Эрл Кэвендер, любит свою семью и жену, но предпочитает проводить вечера в своем фургоне, где смотрит по телевизору американский футбол и попивает пиво.
В семье также подрастает младшая дочь — Шаниа, которой, в отличие от Блисс, конкурсы красоты очень нравятся.
Блисс и Пэш мечтают вырваться из своего маленького и унылого городка.
Однажды в Остине, в магазине молодёжной одежды Блисс встречает трёх роллерш — татуированных девиц на коньках, которые привезли продавцам магазина флаеры на роллердром.
Блисс с подругой отправляются туда на следующий день, и это круто меняет жизнь главной героини. Там же она встретит свою первую подростковую любовь.

## В ролях
- Эллен Пейдж — Блисс Кэвендер / Babe Ruthless (Беспощадная)
- Марша Гэй Харден — Брук Кэвендер, мать
- Дэниел Стерн — Эрл Кэвендер, отец
- Эвлала Шил — Шаниа Кэвендер, младшая сестра
- Алия Шокат — Пэш
- Лэндон Пигг — Оливер
- Эндрю Уилсон — Razor, тренер «Скаутов»
- Джимми Фэллон — «Hot Tub» Джонни Рокет, ведущий гонок
- Дрю Бэрримор —  Смэшли Симпсон
- Кристен Уиг — Мэгги Мэйхем, капитан команды «Скаутов»
- Ив — Роза Спаркс
- Зои Белл — Bloody Holly (Кровавая Святоша)
- Эри Грэйнор — Eva Destruction (Ева-Разрушительница)
- Джульетт Льюис — Iron Maven (Железная)

## Саундтрек
В фильме прозвучало 58 композиций с широким диапазоном стилей и жанров. Девятнадцать из них было включено в диск с саундтреком. Также, при покупке цифрового варианта через различные интернет-магазины, были доступны дополнительные песни. Согласно Allmusic, «Диск является смесью хорошо знакомых старых хитов (включая великолепный ремикс на песню The Chordettes „Lollipop“) и инди-групп (среди которых группа бывшего бойфренда Бэрримор Little Joy), создающей баланс и олицетворяющей эстетику Fox Searchlight».
Список композиций
1. Tilly and the Wall — «Pot Kettle Black»
2. Ramones — «Sheena Is a Punk Rocker»
3. Cut Chemist featuring Hymnal — «What’s the Altitude»
4. The Breeders — «Bang On»
5. The Raveonettes — «Dead Sound»
6. Clap Your Hands Say Yeah — «Blue Turning Grey»
7. Jens Lekman — «Your Arms Around Me»
8. Gotye — «Learnalilgivinanlovin»
9. Peaches — «Boys Wanna Be Her»
10. Dolly Parton — «Jolene»
11. 38 Special — «Caught Up in You»
12. Har Mar Superstar featuring Adam Green — «Never My Love»
13. Goose — «Black Gloves»
14. The Ettes — «Crown of Age»
15. Landon Pigg featuring Turbo Fruits — «High Times»
16. Little Joy — «Unattainable»
17. The Chordettes — «Lollipop (Squeak E. Clean & Desert Eagles remix)»
18. The Go! Team — «Doing it Right»
19. Apollo Sunshine — «Breeze»
20. Turbo Fruits — «Fun Dream Love Dream» (Amazon MP3 version version track)
21. Young MC — «Know How» (iTunes version bonus track)
22. The Section Quartet — «The Road to Austin» (iTunes version bonus track)